# Marienberg (Neviges)

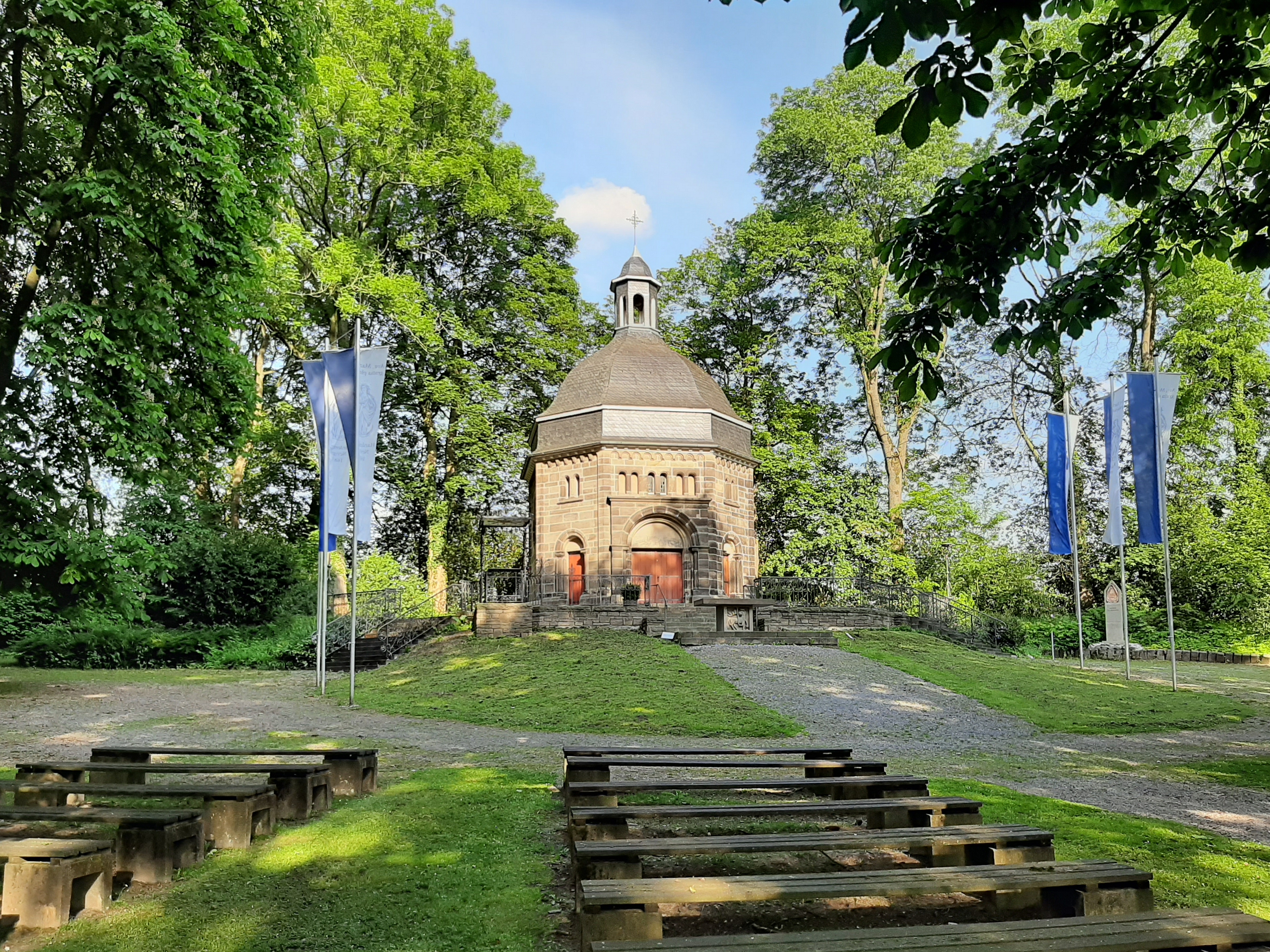
Kapelle auf dem Marienberg in Neviges

Der Marienberg in Neviges ist ein als Stationsweg angelegter Wallfahrtsweg (auch: Marienweg, Rosenkranzweg oder Rosenkranzpark) mit 20 bebilderten Stationen, deren Motive dem Rosenkranz entnommen sind.

## Geschichte

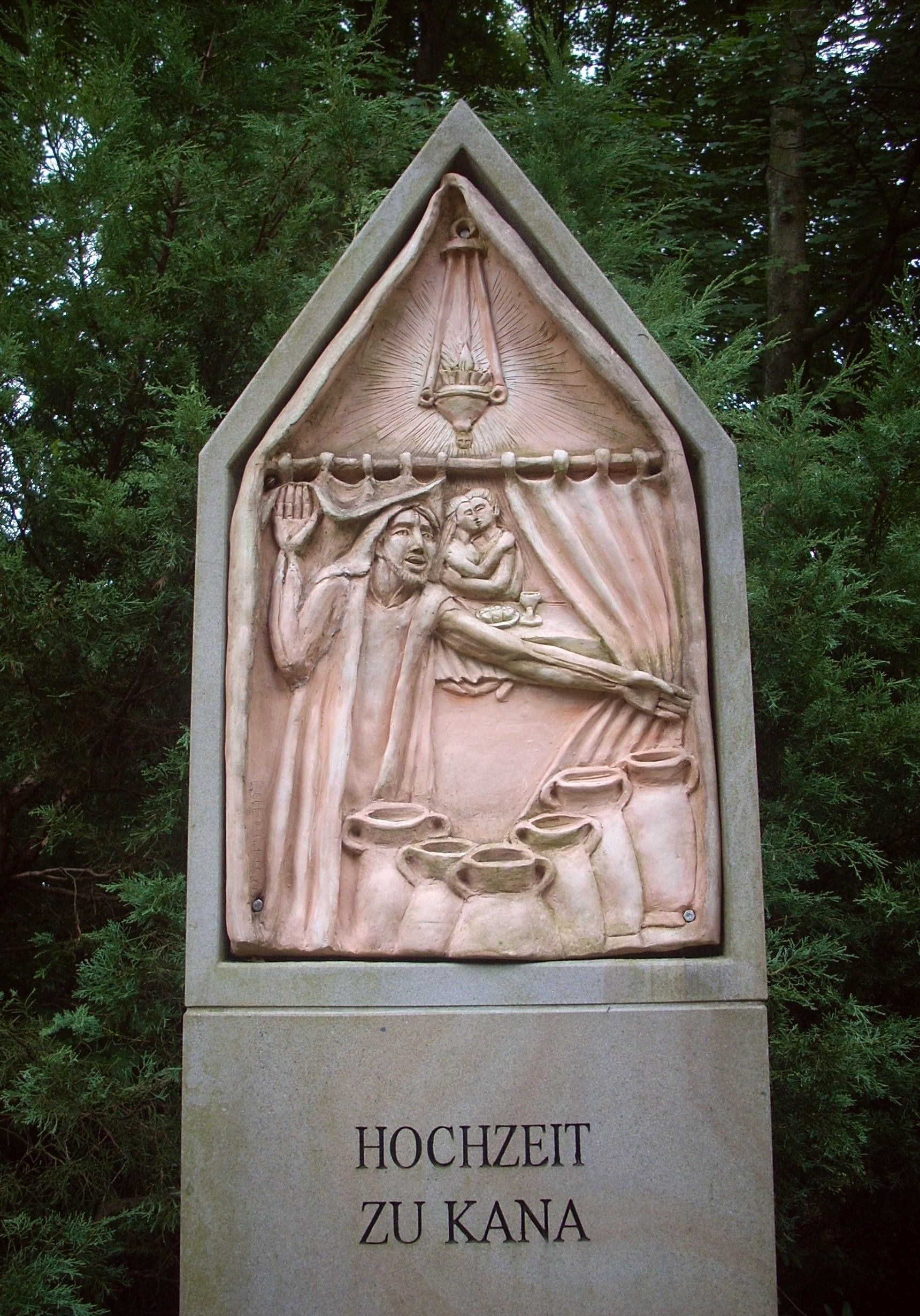
Hochzeit zu Kana, zweites Bild des Zyklus zum Lichtreichen Rosenkranz von Laurentius Ulrich Englisch, 2005

Der wachsende Erfolg der Marienwallfahrt Neviges, der 1888 bereits die Anlage eines Kreuzweges auf dem Kreuzberg erwirkt hatte, bewog den seit 1909 als Pfarrer amtierenden Pater Wenzeslaus Straußfeld OFM (1867–1933, Franziskanerkloster Hardenberg-Neviges), ein Gelände auf dem Hellersberg nahe der Wallfahrtskirche zu erwerben und durch Gartenbaumeister Natalis Knocke OFM zu einer Parkanlage mit Prozessionswegen ausbauen zu lassen.
Zwischen 1913 und 1936 wurden 15 Rosenkranzstationen aufgestellt, je 5 für die freudenreichen Rosenkranzgeheimnisse (Empfängnis, Begegnung mit Elisabeth, Geburt Jesu, Tempelopfer, der zwölfjährige Jesus im Tempel), für die schmerzhaften Geheimnisse (Blutschwitzen Jesu, Geißelung, Dornenkrönung, Kreuztragen, Kreuzigung) und für die glorreichen Geheimnisse (Auferstehung, Himmelfahrt, Pfingsten, Aufnahme Mariens in den Himmel, Krönung Mariens). Die Stationen sind in Steinreliefs oder in Figurengruppen gearbeitet, die letzten 3 durch den Franziskaner-Bildhauer Firminus Wickenhäuser. 2005 wurden durch Laurentius Ulrich Englisch OFM noch 5 Stelen für die lichtreichen Geheimnisse (Taufe Jesu, Hochzeit zu Kana, Das Reich Gottes kommt, Verklärung Jesu, Geschenk der Eucharistie) geschaffen. An Gebäuden kommen das Haus Nazareth und vor allem auf dem höchsten Punkt die Marienkapelle (1922 geschaffen von Peter Klotzbach) hinzu. Vor der Kapelle fasst ein Versammlungsplatz 20.000 Besucher. Vornehmlich hier fanden in der Zeit vor dem Bau des Nevigeser Wallfahrtsdoms die sogenannten Hardenberger Sturmandachten statt.
Die Anlage steht seit 2001 unter Denkmalschutz. Sie wurde 2007–2013 renoviert.
Im Frühjahr 2022 wurde eine umfassende Baumfällaktion abgeschlossen.